# Baldner Motor Vehicle Company
Baldner Motor Vehicle Company war ein US-amerikanischer Automobilhersteller.

## Unternehmensgeschichte
Jacob Baldner, der bereits in Zusammenarbeit mit Charles E. Duryea Erfahrungen im Automobilbau gesammelt hatte, und sein Bruder Fred stammten aus Xenia in Ohio. Sie stellten 1899 einen Prototyp her und begannen 1900 mit der Produktion von Automobilen unter dem Markennamen Baldner. Erst 1902 gründeten sie das Unternehmen. 1903 endete die Produktion. Insgesamt entstanden neun Fahrzeuge.
Fred Baldner war später am Bau des Xenia beteiligt.

## Fahrzeuge
Der Prototyp hatte einen Zweizylindermotor. Die offene Karosserie bot Platz für zwei Personen. Gelenkt wurde mit einem Lenkhebel.
Bei den Serienmodellen kam ein Dreizylindermotor zum Einsatz. 1902 leistete der Motor 8 PS. Der Radstand betrug 183 cm. Einzige Karosserieform war ein Runabout.
1903 standen zwei Modelle im Sortiment. Das schwächere Modell hatte einen 12-PS-Motor (9 kW) und war ein Runabout. Das stärkere 20-PS-Modell (15 kW) gab es sowohl als Tourenwagen wie auch als leichtes Nutzfahrzeug. Das Fahrgestell hatte nun 193 cm Radstand.